# Jiří Karel z Nostic
Jiří Karel z Nostic-Jänkendorfu (německy Georg Karl von Nostitz-Jänkendorf, rusky Grigorij Ivanovič Nostic / Григорий Иванович Ностиц, 10. června 1781—13. září 1838, Vasiljevka) byl český šlechtic a německý vojenský důstojník ve službách armády Ruského impéria.

## Život a kariéra
Pocházel z lužické větve rodu Nosticů. V době napoleonských válek vstoupil v roce 1807 do služeb ruské carské armády a za několik let se vypracoval do hodnosti majora rusko-německé legie.
Za své služby obdržel vojenský Řád svatého Jiří IV. třídy a i po skončení války mu bylo umožněno zůstat v ruské armádě. Postupoval vzhůru po hodnostním žebříčku a během listopadového povstání sloužil v hodnosti generálporučíka a velící důstojník 1. lehké jízdní brigády, jedné z divizí gardové kavalérie.
Vyznamenal se také během bitvy o Varšavu v roce 1831, za což obdržel Řád sv. Jiří 3. třídy.

## Rodina
Byl ženatý s Anastasií Ivanovnou (1800-1885), dcerou statkáře Morozova, s níž měl děti:
- Syn Ivan (1824-1905) - generálporučík, účastník kavkazské války.
- Dcera Olga (1828-1894), provdaná za petrohradského okresního vůdce šlechty Michaila Alexandroviče Bezobrazova (1815-1879). Měli syny Alexandra a Vladimíra.